# 小行星3237
小行星3237（3237 Victorplatt）是一颗围绕太阳公转的小行星。1984年9月25日，約翰·普拉特在帕洛马山发现了此天体。
該小行星以普拉特的父親維克多·普拉特（Victor Platt）命名。
这颗小行星的绝对星等为340.5109100453331等。